# Sancuru
Sancuru (em francês: Sankuru) é uma das 26 provícias de República Democrática do Congo. Foi criada pela Constituição de 2005, sendo instalada a 18 de fevereiro de 2009. Foi criada a partir da antiga provícia de Cassai Oriental. É a província natal do ex-primeiro ministro Patrice Lumumba.
Em uma área de 104.331 km², tem aproximadamente 1.374.239 habitantes. Sua capital é a cidade de Lusambo e a maior cidade provincial é Lodja.